# Абросимова, Ольга Ивановна
Ольга Ивановна Абросимова (1923 — 19 апреля 2010) — доярка колхоза «Горшиха» (село Медягино, Ярославский район Ярославской области); Герой Социалистического Труда.

## Биография
Ольга Ивановна Абросимова родилась в 1923 году в бедной крестьянской семье Елены Ананьевны и Ивана Фирстовича, где было 7 детей: 3 сына и 4 дочери. Вторая в семье была Ольга.
Учиться пришлось всего три класса. Отец болел, а осилить все заботы в семье одной матери было нелегко. После трёх классов Ольга пошла работать. В военное время она сооружала Костромскую дорогу, копала окопы на Волгострое, работала в полеводческой бригаде: пахала на лошадях, сеяла, косила, жала. А потом четыре года — торфопредприятия: катали трубы, на себе носили брёвна. Была бригадиром и со всеми вместе выполняла непосильную работу.
Когда был организован колхоз «Горшиха» её мать пошла работать в него конюхом, а после оборудования скотного двора стала дояркой. Каждый день Оля помогала матери на ферме: доила коров, убирала навоз.
Работать на ферме стала с началом Великой Отечественной войны.
В 1945 году Мать передала дочке свою группу коров. Приняла её Ольга Ивановна и до 1992 года осталась верна своему призванию.
Ольга Ивановна была участницей третьего съезда колхозников в Москве, делегатом профсоюзного съезда. Простая труженица с горшихинской земли была участницей открытия Выставки достижений народного хозяйства СССР.

### Семья
В 1946 году Ольга Ивановна вышла замуж за Николая Ефимовича Абросимова — уроженец села Медягино, который до этого 7 лет был на действительной службе. В браке прожили 11 лет. Когда младшему из трех их сыновей было 5 лет, муж погиб.
После выхода на пенсию, жила в селе Медягино. У её детей выросло 5 внуков.

## Награды
- Указом Президиума Верховного Совета СССР от 16 сентября 1948 года была награждена орденом Трудового Красного Знамени[1].
- Звание Героя Социалистического Труда Ольге Ивановне присвоено Указом Президиума Верховного Совета СССР от 11 июня 1949 года (в 25 лет). Награды были даны за высокие надои — коровы из её группы к концу 1940-х годов стали давать больше 5 тысяч л молока в год, что для того времени было очень много.
- Бронзовая медаль Комитета ВДНХ, юбилейные медали Победы.
- Звание «Почётный гражданин Ярославского муниципального округа» (присвоено в октябре 1999 года).

С гордостью, но очень скромно рассказывает Ольга Ивановна о других своих наградах. Это благодарственные письма, почётные грамоты, дипломы победителя соцсоревнования, ценные именные подарки, и в их числе автомобиль «Москвич».

## Память
В Ярославской области помнят о живущих Героях Социалистического Труда и уделяют им должное внимание, проводя с ними встречи. В 2006 году бывшей доярке колхоза «Горшиха» О. И. Абросимовой была вручена книга «Женщины Ярославии», куда вошли лучшие представительницы прекрасной половины человечества Ярославской области, в том числе и Ольга Ивановна.